# Údlice
Údlice (německy Eidlitz, Udelicz) jsou obec v Ústeckém kraji v okrese Chomutov. Její součástí jsou také sousední Přečaply. Celkem v obci žije přibližně 1 300 obyvatel. Údlice stojí v Mostecké pánvi v nadmořské výšce okolo 280 metrů asi čtyři kilometry jihovýchodně od Chomutova. Okolní krajina byla osídlena již v pravěku, ale první písemná zmínka o vsi je až z poloviny třináctého století. V průběhu doby byly Údlice samostatným panstvím, ale dlouho patřily k chomutovskému nebo červenohrádeckému panství. Mívaly status městečka i města, jehož obyvatelé se živili především zemědělstvím. K rozvoji průmyslu došlo až v devatenáctém století, kdy byl otevřen cukrovar a v okolí započala těžba hnědého uhlí.
Dominantou vesnice je kostel Povýšení svatého Kříže s románskou apsidou. V jeho sousedství stojí údlický zámek využívaný místní střední školou a řada dalších drobných památek.

## Název
Název vesnice je pravděpodobně odvozen ze slova údolice (malé údolí), nebo snad také údolnice podle polohy v mělkém údolí. Vzhledem k rychlému poněmčení oblasti však nelze původní slovanský název identifikovat. V historických pramenech se jméno vesnice vyskytuje ve tvarech: Otivitz (1295), Vdlicz (1352, 1387), Eidlicz (1403), Vdelicz (1416), de Udelic (1446), w Vdliczych (1543), Audlycze (1562), na Audliczich (1587), Aydlicze (1606), Eydlicze (1622) nebo Eidlitz (1787).

## Historie
První písemná zmínka o Údlicích pochází z roku 1247 a zmiňuje jakéhosi Theodorita de Udelitz. V roce 1295 vesnice patřila bratrům Bedřichovi a Dětřichovi ze Šumburka, kteří ji tehdy prodali řádu německých rytířů z chomutovské komendy, ale podle Zdeny Binterové bratři prodali Otvice a Údlice zůstaly pánům ze Šumburka až do poloviny čtrnáctého století. Jmenovitě jsou ve čtrnáctém století jako majitelé uváděni Albrecht a Dětřich ze Šumburka. Šumburkové vesnici prodali Janu Parsifalovi z Haugvic, který v ní měl tvrz poprvé připomínanou roku 1358. V roce 1370 byly Údlice prvně uvedeny jako městečko. Parsifalovi synové Pertold, Bušek a Jan prodali Údlice roku 1387 Hanušovi z Valdenberka. Za jeho syna, Anarga z Valdenberka, byla vesnice roku 1392 povýšena na trhové městečko. Rodu z Valdenberka patřilo až do roku 1446, kdy jej Anarg z Valdenberka prodal bratrům Mikulášovi III. a Janovi z Lobkovic. Za nich byl roku 1451 dobyt opevněný kostel Povýšení svatého Kříže lounskými a žateckými oddíly, které přitom zajaly sedmnáct jezdců Mikuláše z Lobkovic.

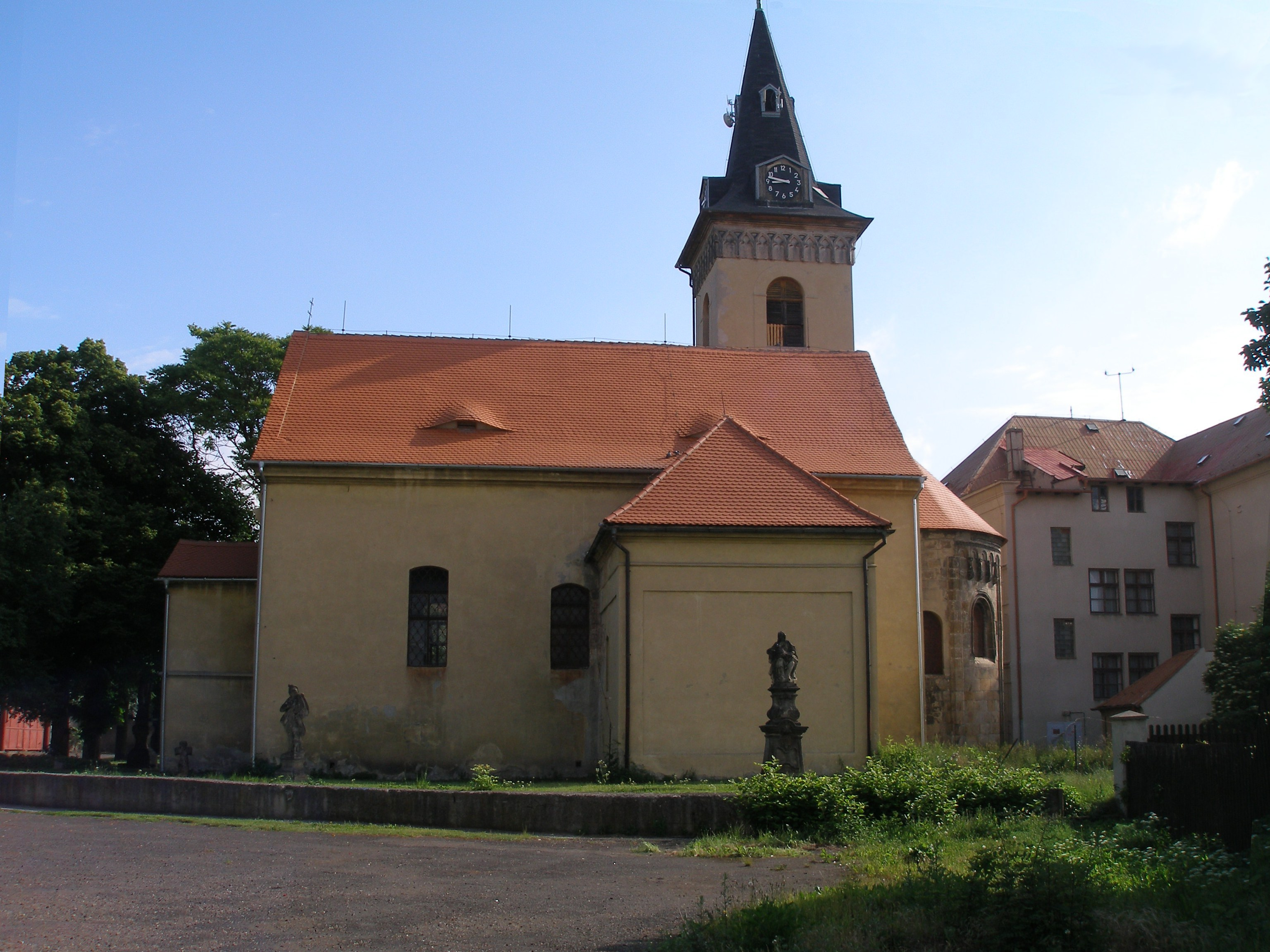
Kostel Povýšení svatého Kříže

Roku 1496 král Jiří z Poděbrad potvrdil Lobkovicům údlické trhové právo. Význam městečka vzrostl za Kryštofa z Lobkovic, který dosáhl jeho propuštění z manství a roku 1539 povýšil dosavadní městečko na město s dědickým a várečným právem. Jindřich Mikuláš z Lobkovic nechal opravit tvrz a přestavět kostel. Někdy v té době mohla vzniknout nějaké lehčí forma opevnění, jehož existenci nasvědčují zdrže na náhonu Chomutovky a popis na mapě prvního vojenského mapování, podle něhož bylo městečko obehnané vodním příkopem. Brány stávaly přibližně v prostoru křížení Revoluční a Havlíčkovy ulice a v Máchově ulici.
Jindřich Mikuláš z Lobkovic později Údlice prodal Bohuslavovi Hasištejnskému z Lobkovic, který je připojil k chomutovskému panství. Spolu s ním je získal Jiří Popel z Lobkovic, který jako katolík přivedl do Chomutova jezuity, jejichž koleji museli údličtí vyplácet dvakrát ročně přes 342 kop míšeňských grošů. Roku 1594 byl rozsáhlý majetek Jiřího Popela z Lobkovic zabaven a rozdělen na menší díly. Údlice s 66 poddanými byly připojeny k červenohrádeckému panství, které roku 1605 koupil Adam Hrzán z Harasova († 1619). K Červenému hrádku potom s výjimkou krátkého období patřily až do roku 1850. Již v roce 1791 zde byl zřízen tzv. regulovaný magistrát, a město tak získalo značnou míru nezávislosti na správě panství.
Během třicetileté války se od roku 1622 stal majitelem panství Jan Hrzán z Harasova, za něhož došlo v Údlicích a okolních vesnicích k povstání poddaných. Po jeho potlačení se museli údličtí vzdát svých výsad, a roku 1631 dokonce i městských práv. Město také postihly válečné události. Již roku 1620 švédští vojáci vypálili kostel a tvrz s hospodářským dvorem a v roce 1625 vypukl mor, při kterém údajně zemřelo 350 osob. S důsledky válečných akcí se obec potýkala až do konce války. Podle berní ruly z roku 1654 bylo sedmnáct usedlostí pustých a tři vyhořelé. Obyvatelé se živili především hospodařením na poli a chovem dobytka. Stály tu také vrchnostenský a měšťanský pivovar. Špatná hospodářská situace přiměla vrchnost, aby vyhověla žádosti o obnovu starých práv a svobod.

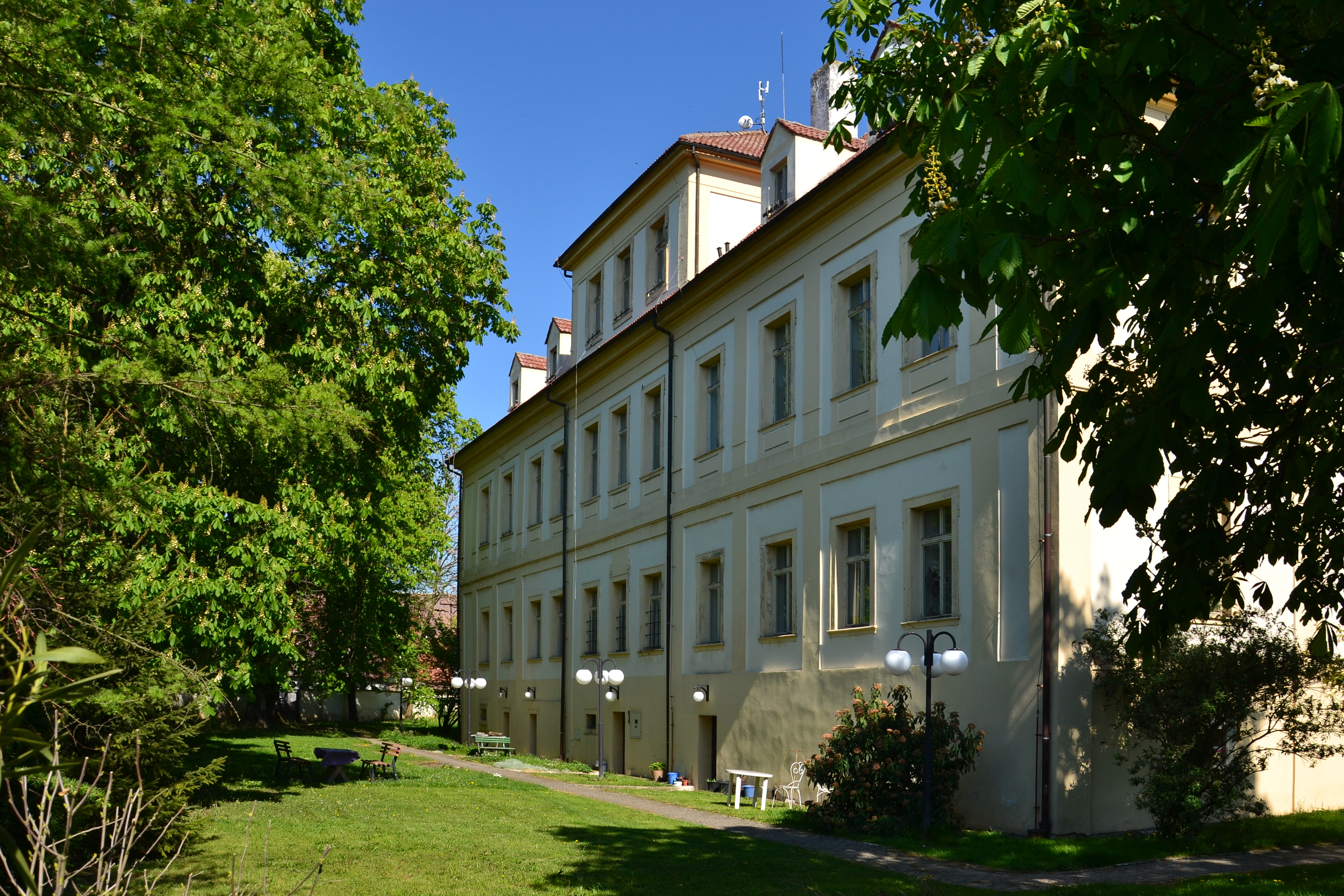
Údlický zámek

Ferdinand Maxmilián Hrzán musel vzhledem k finančním problémům prodat Údlice svému bratrovi Karlu Arnoštovi Hrzánovi. Tím se město v letech 1681–1697 stalo znovu samostatným panstvím a Karel Arnošt nechal starou tvrz přestavět na barokní zámek. Roku 1696 Údlice koupil Zikmund Valentin  Hrzán z Harasova, a když o rok později získal také Červený hrádek, spojil je opět do jednoho panství.
V polovině osmnáctého století stále převládal zemědělských charakter města, ale pracovalo v něm také 68 řemeslníků. V první polovině devatenáctého století město postihly dva požáry. K prvnímu došlo 16. září 1815 a shořela při něm fara, hostinec, škola, špitál a 37 měšťanských a všech 27 židovských domů včetně stodol a stájí. Při dalším velkém požáru roku 1842 shořelo 92 domů. Počet řemeslníků vzrostl do poloviny devatenáctého století na 86.
V devatenáctém století se začal rozvíjet údlický průmysl a rozšířilo se spektrum služeb. Ve druhé polovině století započala těžba hnědého uhlí v několika menších dolech, otevřen byl cukrovar, vyrábělo se kameninové zboží a zpracovávaly kůže. Od roku 1863 zde fungoval poštovní úřad, který zajišťoval poštu také pro Nezabylice, Hořenec, Bílence, Voděrady, Škrle a Všehrdy. U silnice do Droužkovic údajně vyvěral pramen železité vody, u kterého fungoval lázeňský dům. Elektřina byla do obce zavedena roku 1912 z elektrárny dolu Anna u Strupčic.
Uhlí se v blízkém okolí začalo těžit okolo poloviny devatenáctého století. Asi půl kilometru východně od Údlic se nacházel důl Boží požehnání. Jeho předchůdcem byl buquoyský důl Gabriela z padesátých let devatenáctého století s dvojicí šachet Gabriela a Jiří hlubokých šedesát a sedmdesát metrů. V sedmdesátých letech důl koupila za 11 500 zlatých Duchcovská cukrovarnická společnost, které patřil cukrovar mezi Údlicemi a Přečaply. Tehdy v dole pracovalo až třicet horníků a těžilo se asi pět tisíc tun uhlí ročně. Později byla otevřena nová šachta Viktor a důl pojmenován podle ní. Uhlí se z ní dopravovalo do cukrovaru železniční vlečkou. Po další změně majitele, kterým se stalo Hnědouhelné těžařstvo v Chomutově, těžba vzrostla na dvanáct až dvacet tisíc tun uhlí ročně. Do roku 1932, kdy byl důl uzavřen, se v něm vytěžilo až 1,5 milionů tun uhlí. U silnice k Jirkovu stál od šedesátých let devatenáctého století menší důl Karel Robert hluboký kolem třiceti metrů. Zaměstnával až dvacet horníků, ale vyskytovaly se v něm třaskavé plyny, které způsobily dvě menší exploze, a proto byl v roce 1873 uzavřen s celkovou produkcí maximálně sto tisíc tun uhlí.
Během druhé světové války byl v objektu zrušené koželužny (čp. 119) roku 1941 zřízen zajatecký tábor určený pro zajatce ze Sovětského svazu, kteří pracovali v chomutovských Mannesmannových závodech. Celkem se v táboře vystřídalo 390 lidí, z nichž dvacet zemřelo. Na konci války bylo v táboře internováno devadesát leteckých důstojníků. Mrtví z tábora byli pohřbíváni na zrušeném židovském hřbitově, kde byly pohřbeny také oběti pochodu smrti z dubna roku 1945.
Roku 1960 se významným zaměstnavatelem stalo jednotné zemědělské družstvo Vpřed, které vzniklo sloučením JZD v Údlicích, Přečaplech a Nezabylicích. Družstvo zaniklo v roce 1994 a část jeho budov převzaly nově vzniklé podniky. V obci také fungoval státní statek, který provozoval truhlárnu. V roce 1964 začala výstavba závodu Rašelina Soběslav, kde se vyráběla umělá hnojiva.

## Přírodní poměry

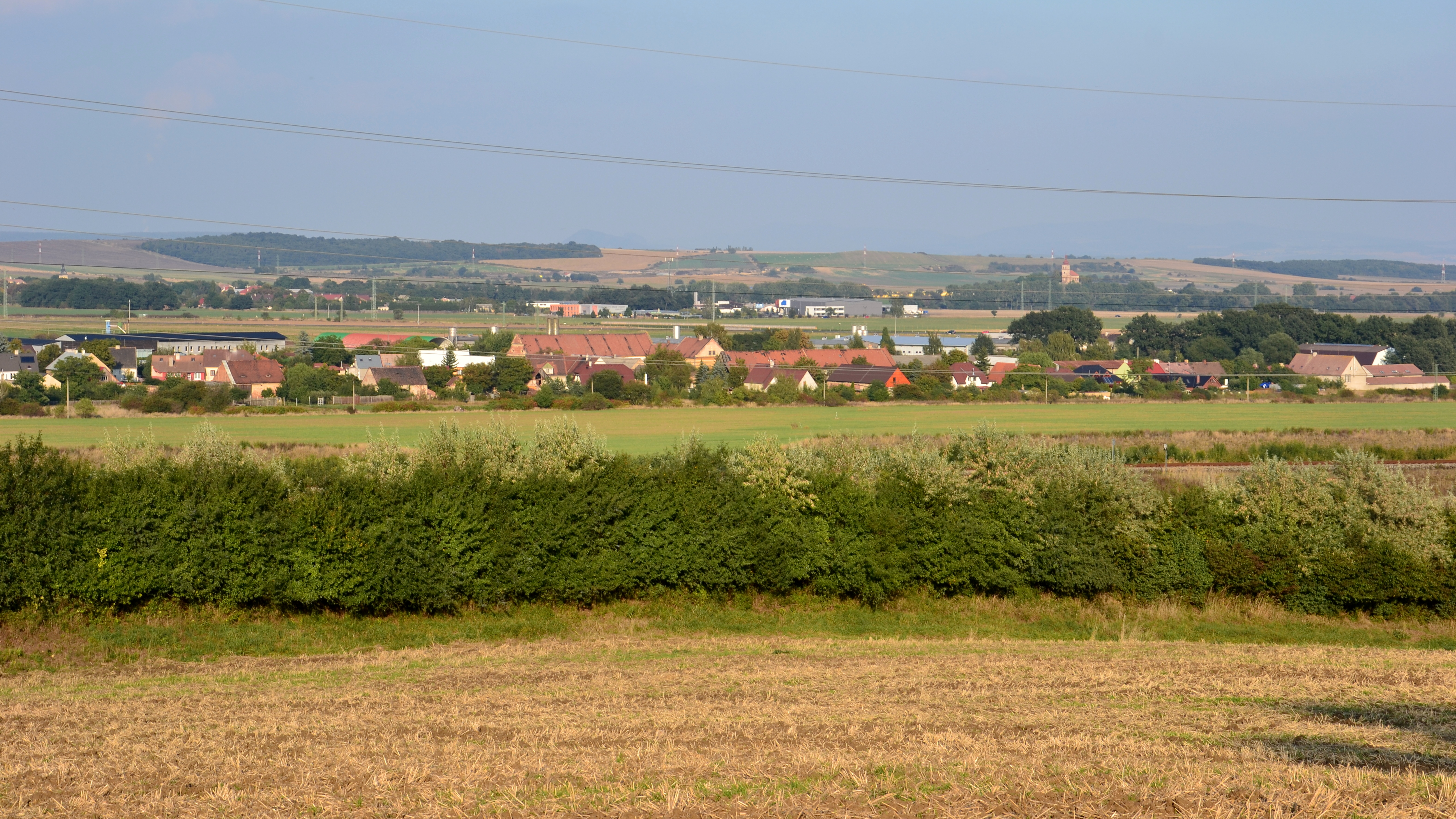
Údlická kotlina s Droužkovicemi v popředí; v pozadí se nachází Údlice a kostel svatého Matouše v Přečaplech

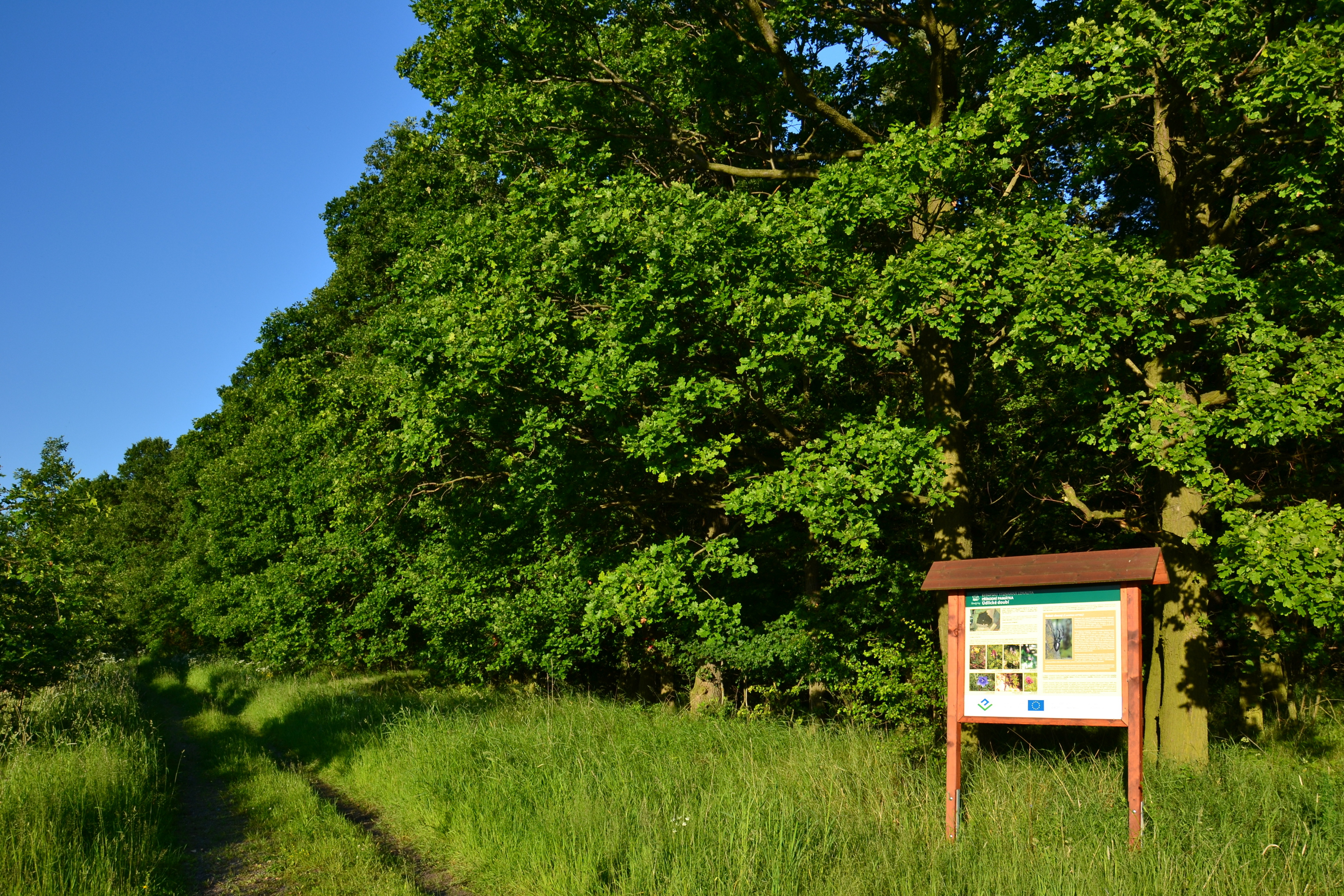
Okraj přírodní památky Údlické doubí

Údlice stojí čtyři kilometry jihovýchodně od Chomutova. Katastrální výměra obce měří 11,58 km², z čehož katastrální území Údlice tvoří 7,74 km² a katastrální území Přečaply 4,09 km². Sousedními obcemi jsou Chomutov na severozápadě, Pesvice a Všestudy na severovýchodě, Nezabylice na jihozápadě, Všehrdy a Droužkovice na jihozápadě. Hranici katastrálního území Údlice tvoří silnice II/607 na jihozápadě a účelová komunikace v minulosti zvaná Míšeňská silnice na severovýchodě. Jihovýchodní ani severozápadní hranice nejsou vymezeny žádným liniovým krajinným prvkem.
Většinu celkové rozlohy obce v roce 2016 pokrývala zemědělská půda. Její dominantní složkou byla orná půda (854 hektarů) a zbytek připadl na zahrady (24 hektarů), ovocné sady (3 hektary) a trvalé travní porosty (46 hektarů). Lesy rostly na 59 hektarech a vodní plochy zaujímaly 54 hektarů. Roku 2015 byl koeficient ekologické stability 0,19, což oblast řadí mezi nadprůměrně využívaná území se zřetelným narušením přírodních struktur, jejichž ekologické funkce musí být nahrazovány technickými zásahy.
Geologické podloží katastrálního území tvoří miocenní písky, štěrky, jíly a podřadné uhelné sloje. Asi jeden kilometr východně od vesnice se nachází pískovna, kde se těží zejména méně kvalitní podsypové písky a vyskytují se zkamenělé stromy a horniny s otisky listů třetihorních rostlin. Zkameněliny jsou staré až osmnáct miliónů let. V místě pískovny se nahromadily působením třetihorní řeky, která jím protékala.
V geomorfologickém členění Česka oblast leží v geomorfologickém celku Mostecká pánev, podcelku Chomutovsko-teplická pánev a v okrscích Jirkovská pánev a Údlická kotlina. Hranice mezi oběma okrsky probíhá přibližně rovnoběžně se silnicí III/00728 v úrovni nejsevernějších údlických domů. Reliéf se svažuje směrem od severu k jihu. Nejvyšším bodem je vrchol Údlického doubí (367 metrů), zatímco nejnižší bod se nachází u hladiny Chomutovky přibližně v nadmořské výšce 280 metrů. Rozsáhlé oblasti katastrálního území byly poddolovány historickou těžbou hnědého uhlí. Největší taková oblast se nachází východně od vesnice, další je na severním okraji u silnice do Pesvic a třetí na jihozápadním okraji vesnice, kde se poddolování projevilo vznikem oprámů.
Z půdních typů převažuje v severní části katastrálního území smonice modální, kde je její výskyt narušen pouze pelozeměmi v oblasti Údlického doubí. V Údlické kotlině potom převažují nivní sedimenty fluvizemí lemované po severovýchodní a jihozápadní straně pásy kambizemě arenické.
Jediným významným vodním tokem je Chomutovka. Vodní plochy jsou zastoupeny zejména zatopenými územími postiženými těžbou surovin (oprámy na západ od vesnice a zatopená část pískovny na východě). Lesem porostlý vrch Údlického doubí je chráněn jako přírodní památka Údlické doubí s výskytem roháče obecného.

## Obyvatelstvo
Při sčítání lidu v roce 1921 zde žilo 2241 obyvatel (z toho 1124 mužů), z nichž bylo 59 Čechů, 2144 Němců a 38 cizinců. Kromě 22 evangelíků, sedmnácti židů a 26 lidí bez vyznání patřili k římskokatolické církvi. Podle sčítání lidu z roku 1930 měla vesnice 2452 obyvatel: 182 Čechů, 2227 Němců, tři Židy a čtyřicet cizinců. Většina se hlásila k římskokatolické církvi, ale 36 jich patřilo k církvi evangelické, devět k československé, třináct k izraelské, jeden k jiné neuvedené církvi a 179 bylo bez vyznání.
|                                                           | 1869  | 1880  | 1890  | 1900  | 1910  | 1921  | 1930  | 1950  | 1961  | 1970  | 1980 | 1991 | 2001 | 2011 | 2021  |
| --------------------------------------------------------- | ----- | ----- | ----- | ----- | ----- | ----- | ----- | ----- | ----- | ----- | ---- | ---- | ---- | ---- | ----- |
| Obyvatelé                                                 | 1 548 | 1 630 | 1 871 | 1 825 | 2 064 | 2 241 | 2 452 | 1 182 | 1 250 | 1 051 | 856  | 842  | 873  | 917  | 1 069 |
| Domy                                                      | 198   | 209   | 216   | 229   | 236   | 249   | 320   | 312   | 335   | 253   | 247  | 295  | 306  | 339  | 386   |
| Data z roku 1961 zahrnují i domy z místní části Přečaply. |       |       |       |       |       |       |       |       |       |       |      |      |      |      |       |

### Židovská komunita

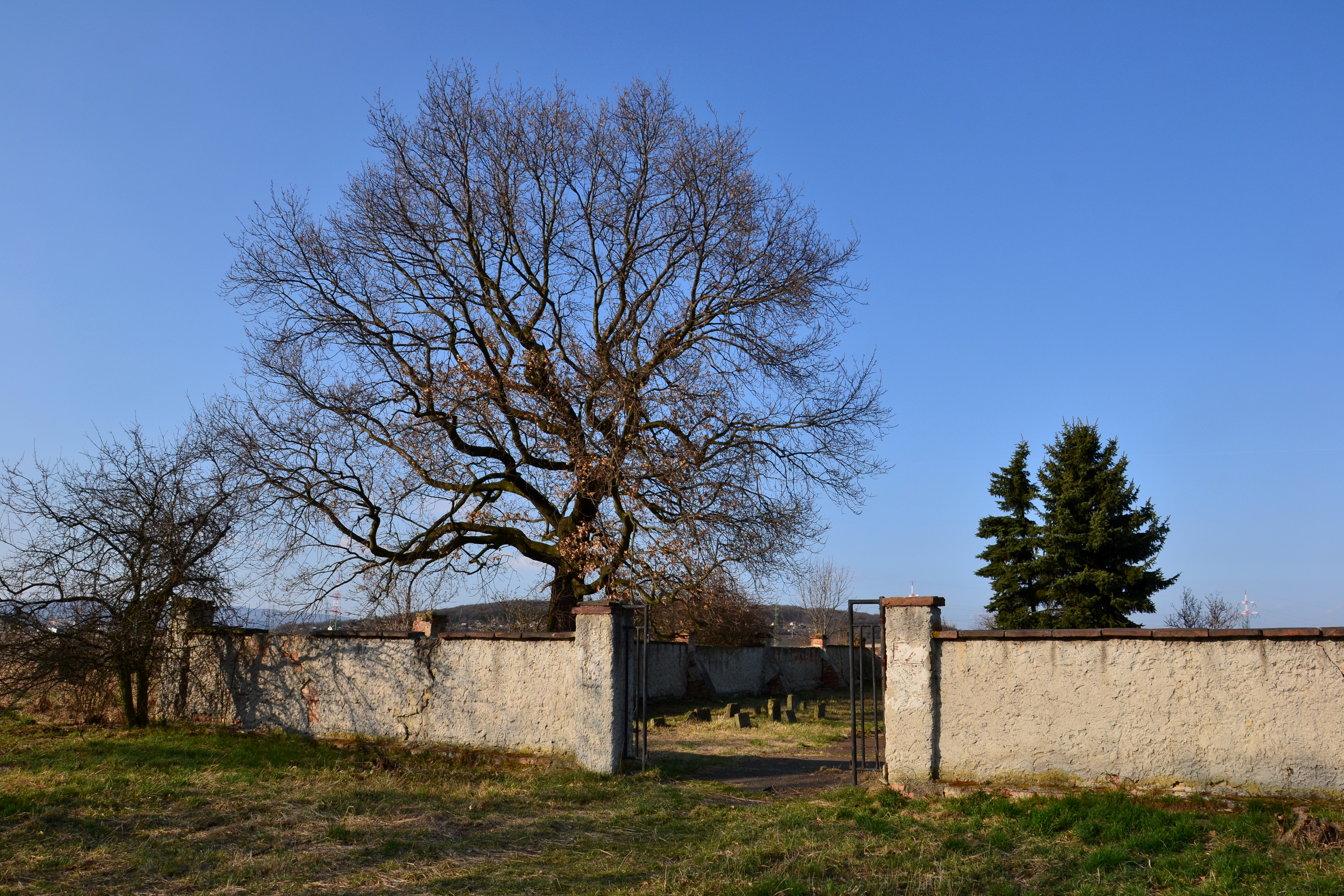
Židovský hřbitov

Údlice (hebrejsky איידליץ‎, Ajdlic) mají dlouhou historii židovského osídlení, svého času se jednalo o jednu z významných židovských obcí v severních Čechách. První židovské rodiny se zde začaly usazovat již v první polovině patnáctého století, později sem přicházejí i Židé vypovězení roku 1464 z královského města Mostu a v roce 1517 i z blízkého Chomutova.
Od šestnáctého do dvacátého století zde existovala židovská čtvrť. Tvořily ji dvě ulice v severozápadní části města. Židé tak žili v uzavřeném ghettu, jež tvořily řady domů okolo náměstíčka se synagogou, na starých mapách stabilního katastru se lze setkat s označením Judenstadt. To de iure zaniklo v roce 1849, stavebně však až o sto let později v letech 1954–1958.
Roku 1694 dostali místní Židé svolení ke stavbě školy, která zároveň sloužila jako synagoga a byt rabína. V listopadu roku 1938 byly zničeny náhrobky na židovském hřbitově a část z nich využita k vydláždění dvora radnice, odkud byly vyzvednuty až v roce 1990. Téměř celá čtvrť byla zbořena v padesátých letech dvacátého století a na jejím místě byla postavena škola. Částečně se zachoval pouze mladší židovský hřbitov.
Z Údlic pochází i typické aškenázské příjmení Eidlitz, v současnosti rozšířené zejména v USA, Kanadě či Izraeli, jehož nositeli byli například česko-americký architekt Leopold Eidlitz či pražský rabín Moše Zara Eidlitz.[ve zdroji nenalezeno]

## Obecní správa

### Správní území a místní části
Údlice jsou od roku 1850 samostatnou obcí. Leží v Ústeckém kraji v okrese Chomutov a patří k obci s rozšířenou působností Chomutov. Od roku 1960 do 23. listopadu 1990 k nim jako část obce patřily Nezabylice s Hořencem. Jedinou další částí obce, která patří k Údlicím, jsou od roku 1960 Přečaply.

### Zastupitelstvo a starosta
V místních volbách se volí jedenáct členů obecního zastupitelstva. Ve volbách do obecního zastupitelstva na funkční období 2014–2018 byla volební účast v obci 53,09 %. Sedm zvolených zastupitelů bylo členy sdružení Pro rozvoj Údlic a Přečapel a čtyři patřili ke KSČM. Starostou je Miloš Pavlík.

## Doprava
Údlice leží na křižovatce silnic třetí třídy č. 00728 a 25124. První vede z Chomutova k Nezabylicím a druhá spojuje Údlice se silnicemi druhé třídy č. 607. a č. 251 u Pesvic. Ve vesnici se nachází několik zastávek autobusové linkové dopravy a zajíždí sem městská hromadná doprava z Chomutova. Nejbližší železniční stanice se nachází v Chomutově na trati Chomutov–Cheb. Po silnici č. 00728 je značena cyklotrasa č. 3034 z Chomutova do Března u Postoloprt.

## Školství
Zmínky údlické protestantské škole pochází z roku 1624, kdy do ní nastoupil nový školmistr. Ve škole se vyučovalo německy a česká škola byla vzhledem k malému počtu českojazyčných obyvatel otevřena až 1. září 1923, kdy do ní nastoupilo 56 žáků. Vlastní budovu však měla až od roku 1929. Roku 1946 byla otevřena dvouletá Střední rolnická škola. Po roce 1948 byla přeměněna na Zemědělskou mistrovskou školu, a po dalších reorganizacích začleněna do Střední školy technické, gastronomické a automobilní Chomutov. Kromě toho obec zřizuje mateřskou školu a základní školu, která sídlí v budově postavené v letech 1958–1959.

## Pamětihodnosti

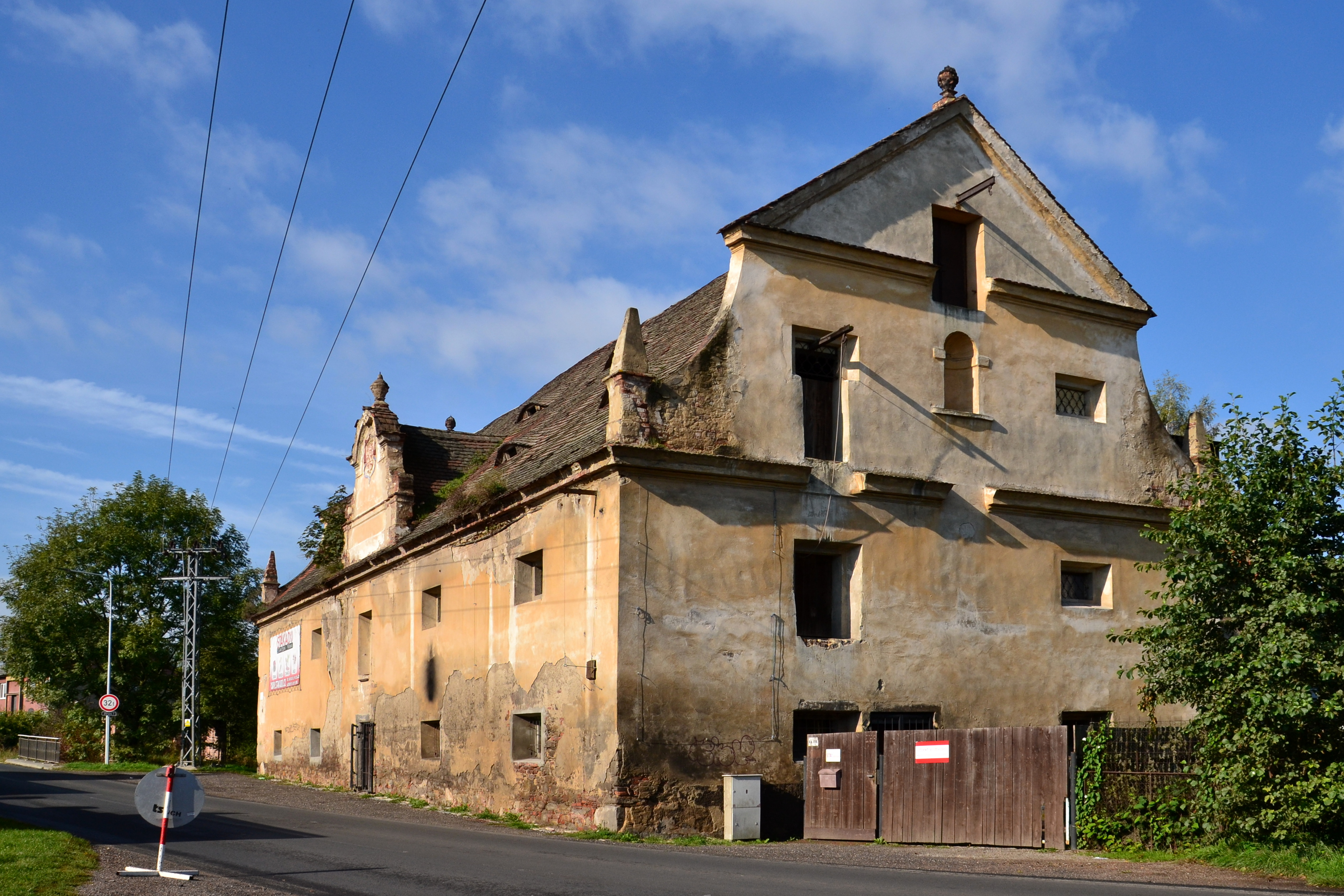
Barokní sýpka v roce 2014

- Kostel Povýšení svatého Kříže pochází z první třetiny třináctého století. Ve čtrnáctém století byl rozšířen o věž a opevněn. Později proběhly ještě barokní a klasicistní úpravy. Z románské fáze pochází apsida s fasádou zdobenou lizénami, obloučkovým vlysem a římsou se zubořezem. Významnou součástí vybavení je dřevěná gotická socha Madony.[46]
- Údlický zámek byl v barokním slohu postaven na místě středověké tvrze v letech 1692–1695.[47]
- Barokní sýpka z počátku osmnáctého století[48]
- Jednopatrová Fara z první čtvrtiny devatenáctého století s neoklasicistní fasádou ze třicátých let dvacátého století[49]
- Socha svaté Barbory
- Socha svatého Floriána
- Socha svatého Jana Nepomuckého
- Sloup se sochou svatého Josefa
- Sloup se sousoším Nejsvětější Trojice
- Pomník druhé světové války
- Boží muka ze sedmnáctého století na křižovatce v centru vesnice[50]
- U silnice do Chomutova stojí sousoší svatých Jana a Pavla z roku 1746. Poblíž se také nalézá částečně zasypaný smírčí kříž.[50]
- Smírčí kříž u kostela pochází z Nového Sedla.[50]
- Sloup se sochou Panny Marie stál původně u Miřetic u Klášterce nad Ohří[50]
- Socha Piety u kostela původně stála v Milžanech.[50]
- Nový židovský hřbitov s památníkem židovských obětí druhé světové války
- V polích jihovýchodně od vesnice byl v roce 1993 metodou letecké archeologie objeven pravděpodobně pravěký dvorec o rozměrech přibližně 50 × 80 metrů, který byl ohrazený zřejmě palisádou nebo úzkým příkopem. K jedné z jeho užších stran přiléhá neznámý kruhový objekt o průměru třicet metrů.[51]

## Galerie

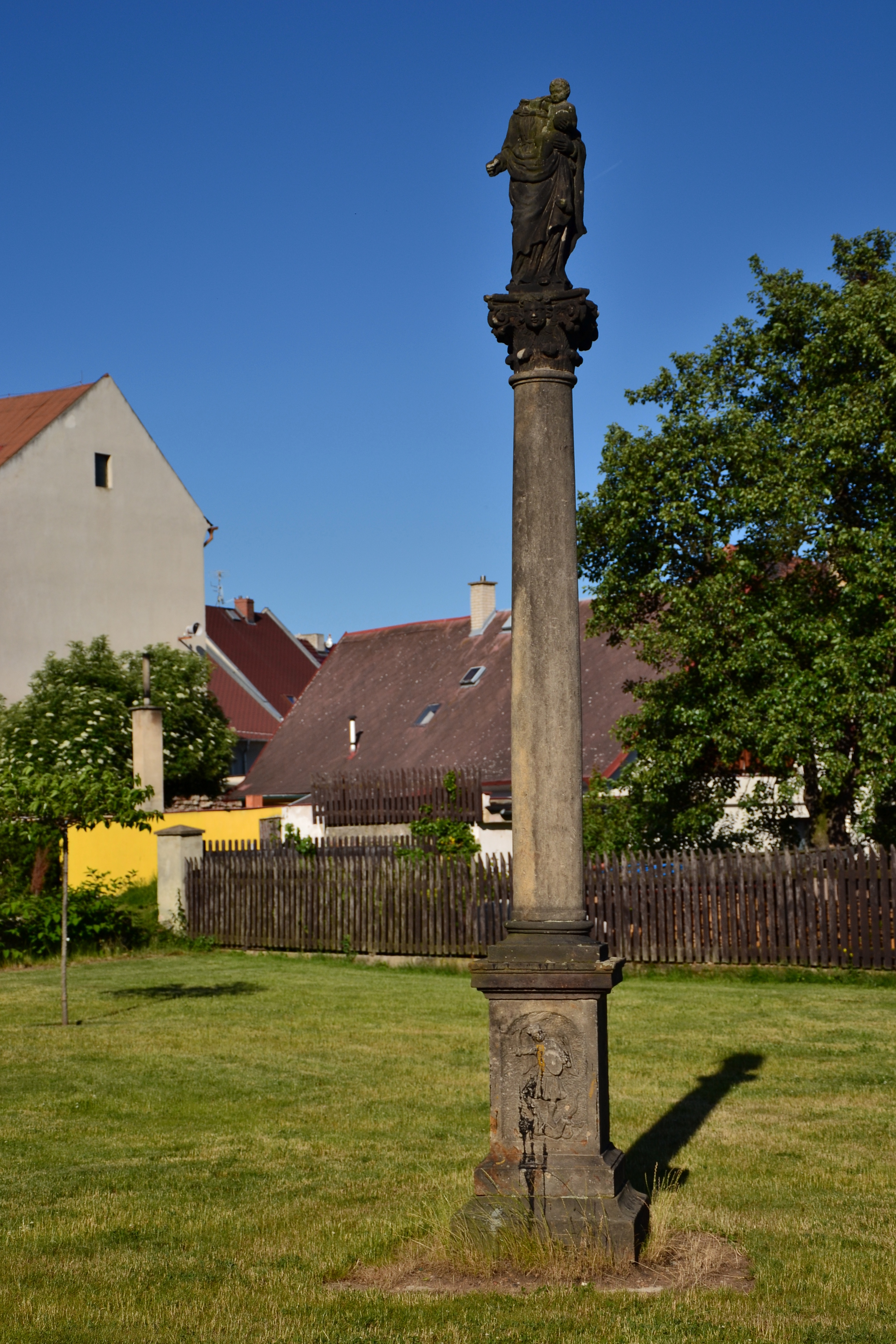
Sloup se sochou Panny Marie
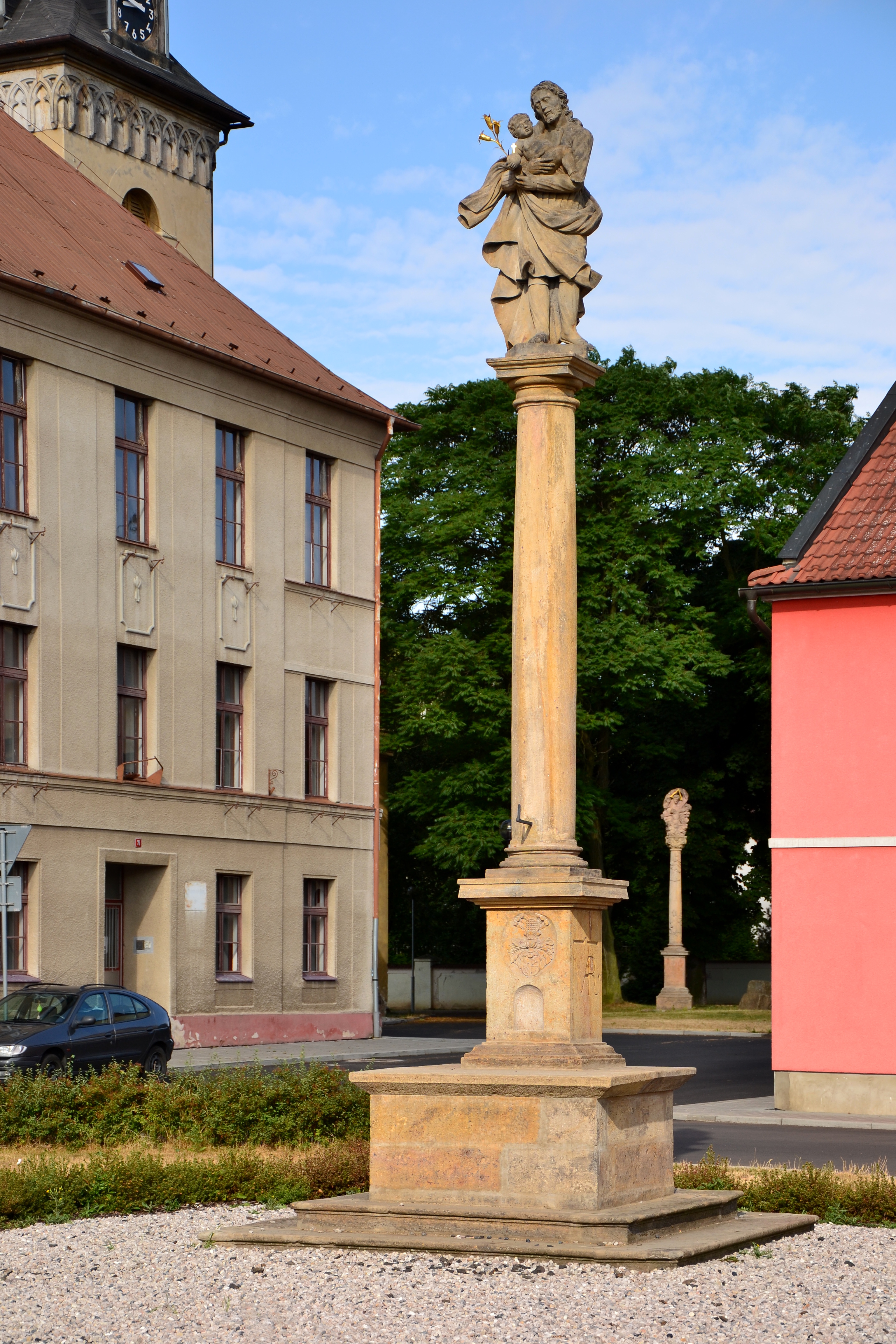
Svatý Josef
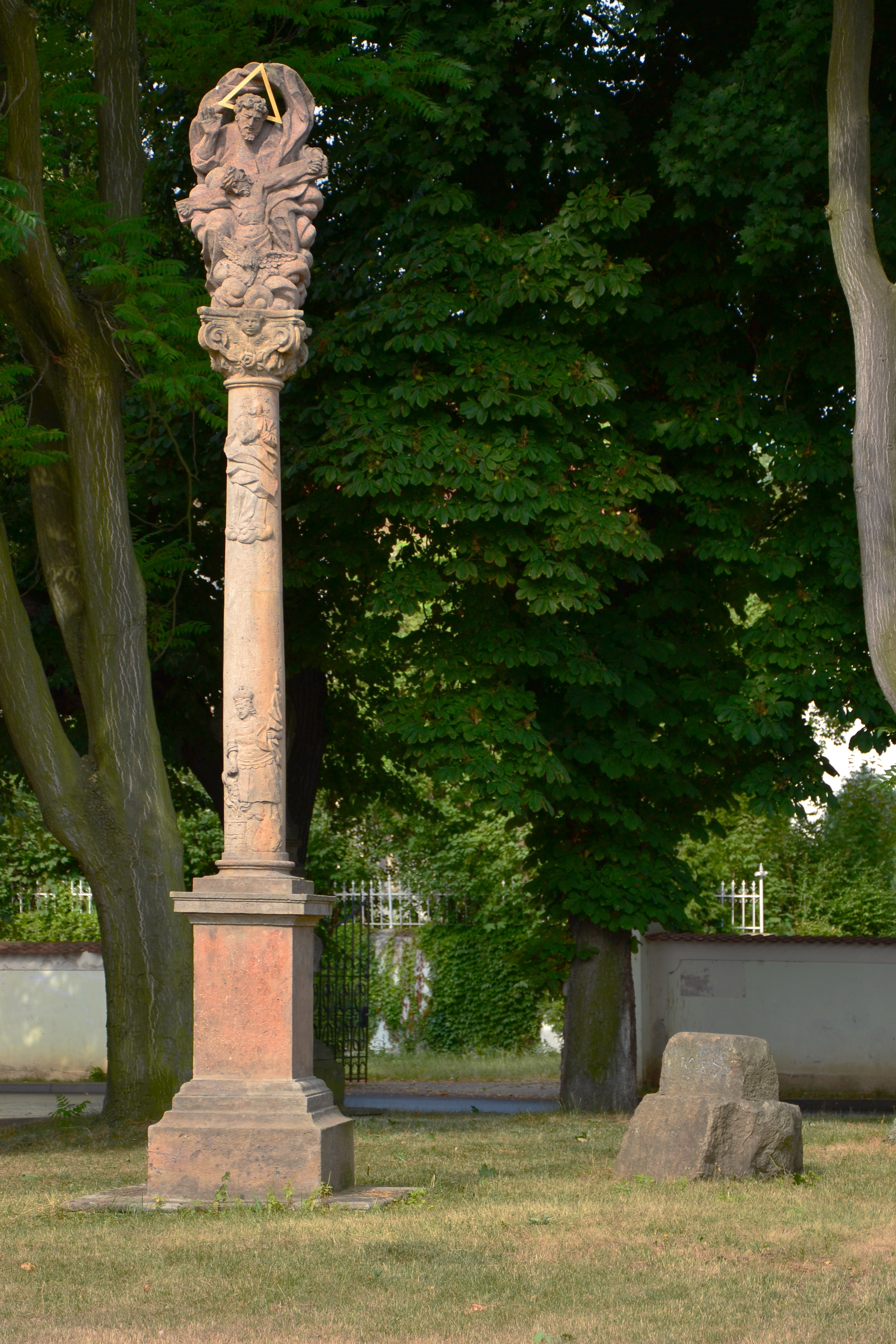
Sloup Nejsvětější Trojice
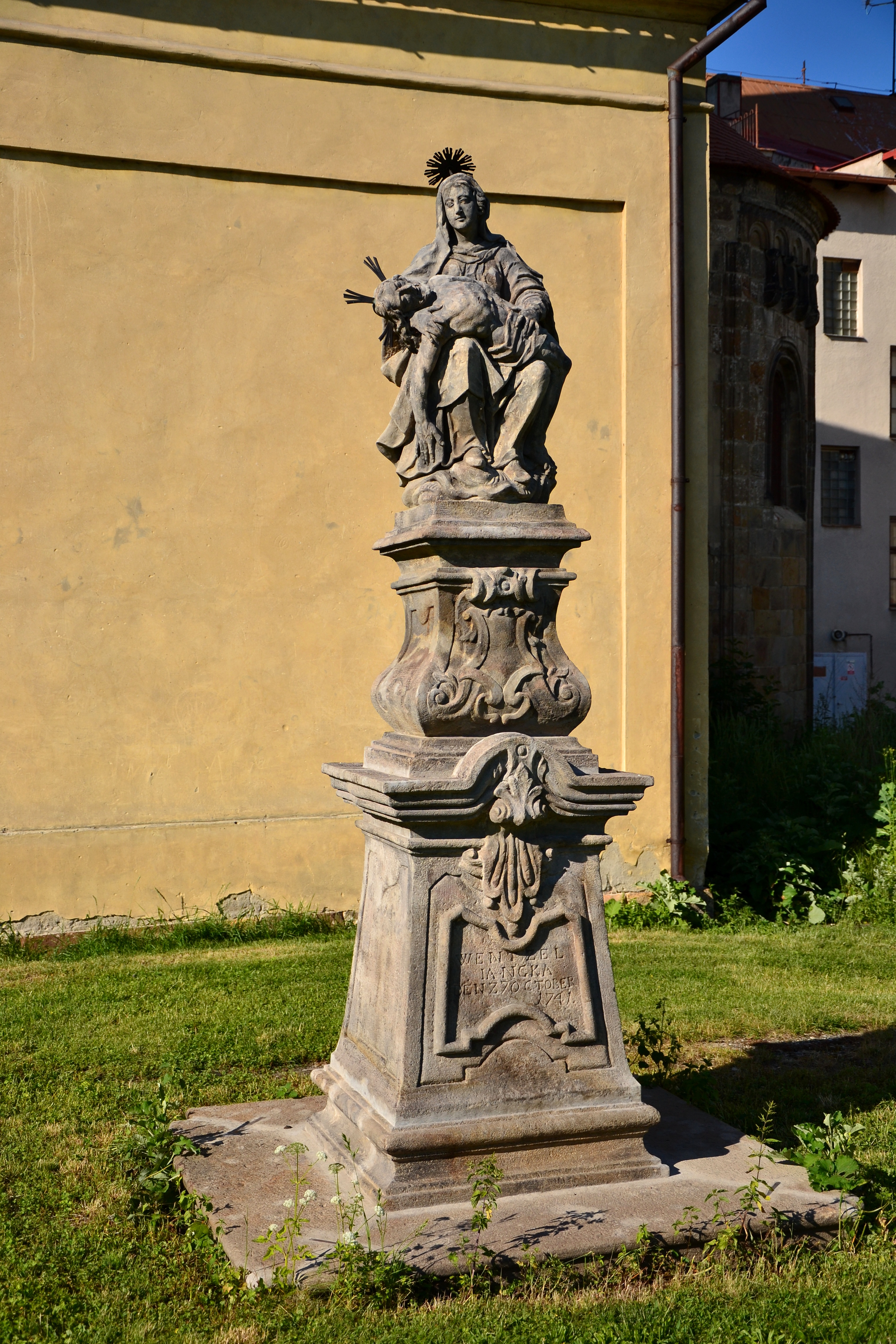
Pieta
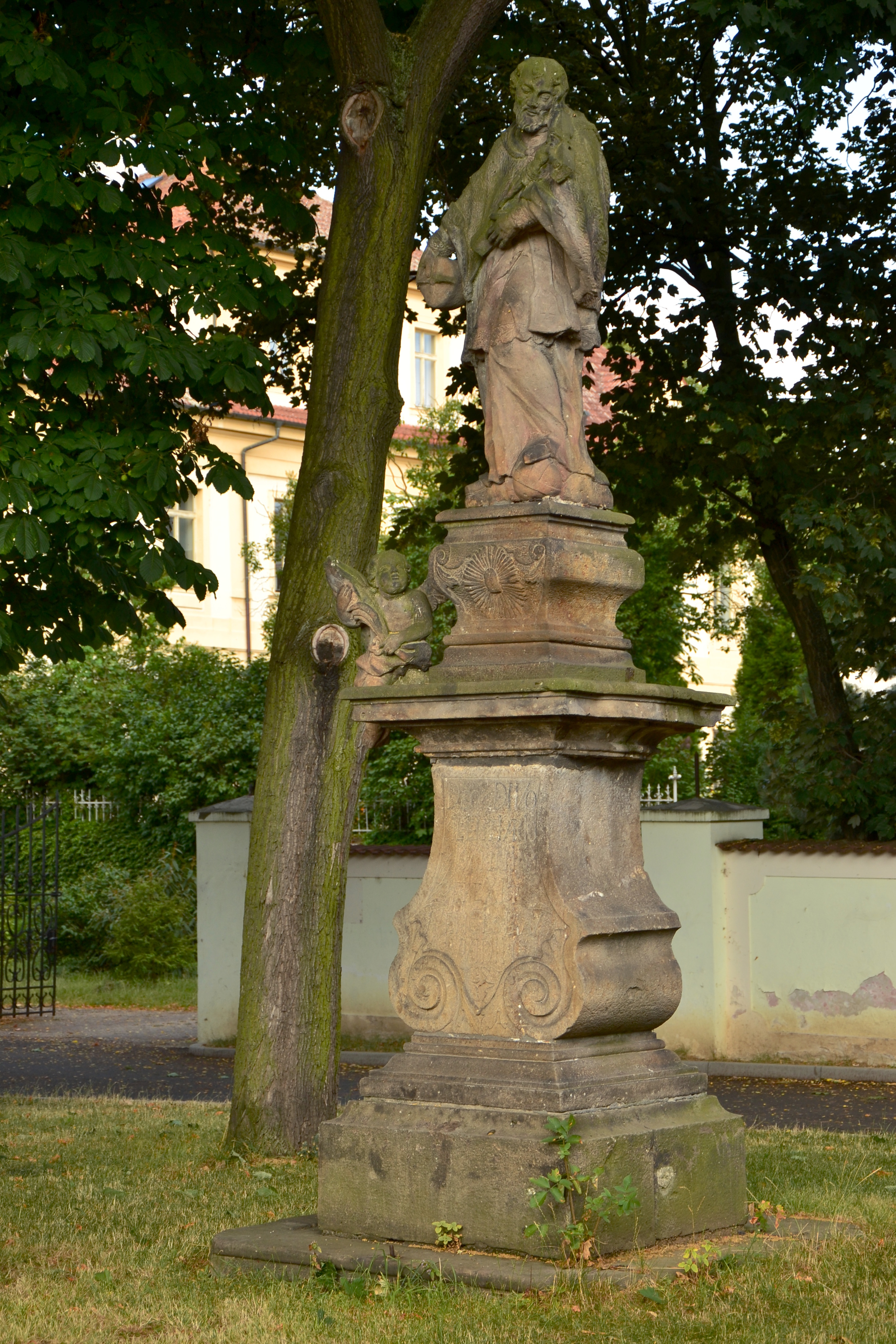
Svatý Jan Nepomucký